# Aleksandr Siełujanow
Aleksandr Wiktorowicz Siełujanow (ros. Александр Викторович Селуянов; ur. 24 kwietnia 1982 w Ufie) – rosyjski hokeista.
Jego brat Wiaczesław (ur. 1986) także został hokeistą.

## Kariera
- Nowoil Ufa (1998-1999)
- Saławat Jułajew Ufa (1999-2001)
- Łada Togliatti (2001-2005)
  -  CSK WWS Samara (2001-2003)
- Mietałłurg Magnitogorsk (2005-2010)
- Dinamo Moskwa (2010-2011)
- Torpedo Niżny Nowogród (2011)
- Jugra Chanty-Mansyjsk (2011-2012)
- Nieftiechimik Niżniekamsk (2012-2013)
- Awtomobilist Jekaterynburg (2013)

Wychowanek Saławatu Jułajew Ufa. Od 1 maja 2013 zawodnik Awtomobilista Jekaterynburg, związany rocznym kontraktem. W październiku 2013 zwolniony z klubu.

## Sukcesy
Klubowe
- Brązowy mistrzostw Rosji: 2003, 2004 z Ładą z Togliatti, 2006, 2008, 2009 z Mietałłurgiem Magnitogorsk
- Srebrny medal mistrzostw Rosji: 2005 z Ładą Togliatti
- Złoty medal mistrzostw Rosji: 2007 z Mietałłurgiem Magnitogorsk
- Puchar Mistrzów: 2008 z Mietałłurgiem Magnitogorsk